# Gardzień
Gardzień – wieś w Polsce położona w województwie warmińsko-mazurskim, w powiecie iławskim, w gminie Iława.
W latach 1975–1998 miejscowość administracyjnie należała do województwa olsztyńskiego.
Ruiny dworu z XVIII w.
W latach 1838–1864 w pałacu w Gardzieniu pomieszkiwała nieślubna córka Hieronima Bonapartego (brat Napoleona) i Diany von Pappenheim – pisarka Jenny von Pappenheim. Będąc dzieckiem bywała na dworze książęcym w Weimarze i była zaprzyjaźniona z przyjaciółmi matki, Johannem von Goethem i Friedrichem Schillerem. W Gardzieniu urodził się jej syn – Otto von Gustedt – pruski rotmistrz i adiutant Fryderyka III Hohenzollerna.